# Ra vẻ da trắng

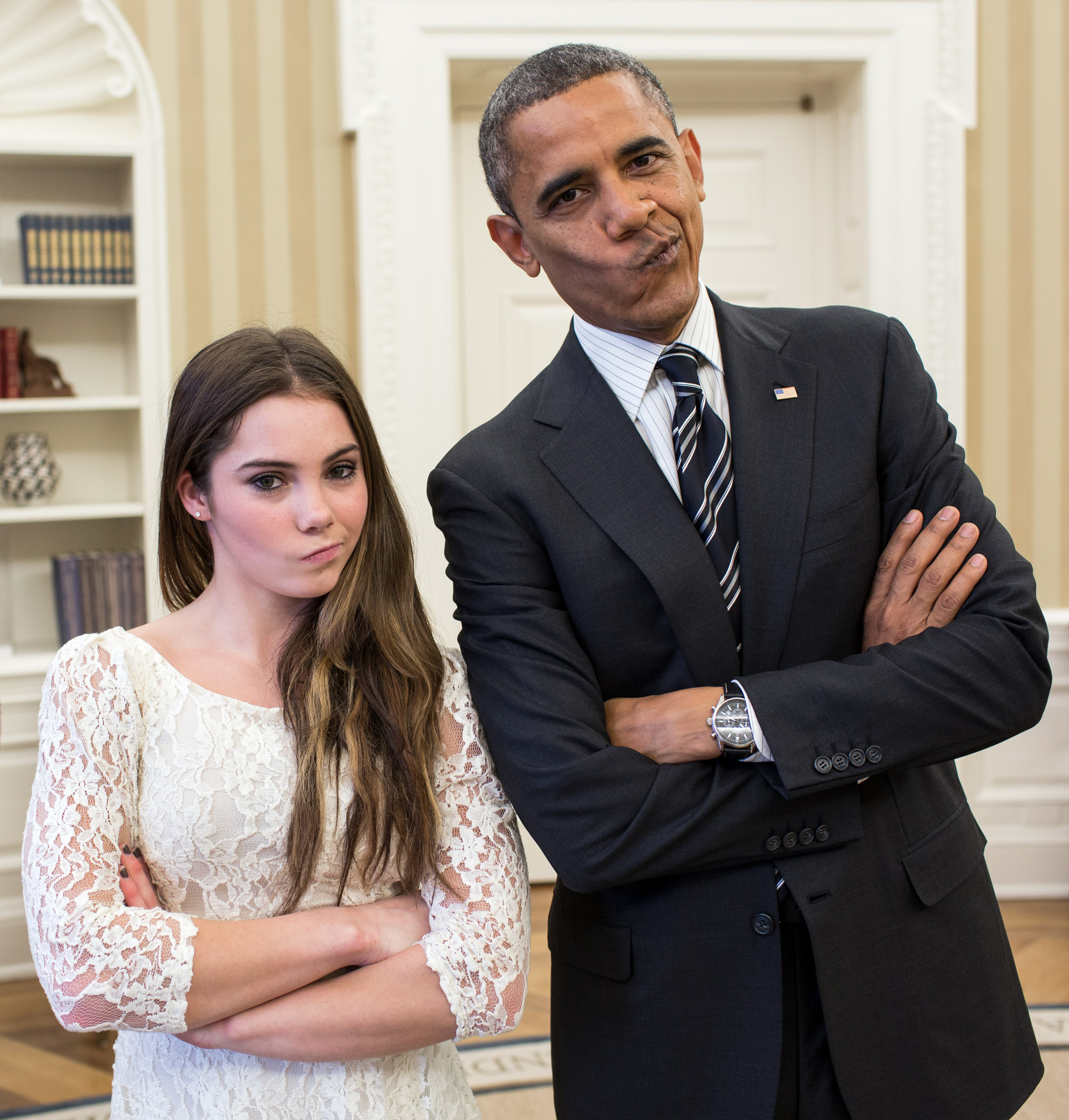
Hình ảnh công chúng của Obama cũng bị một số chỉ trích là ra vẻ da trắng (Acting white) khi sự nghiệp thăng tiến và thành công của ông gắn kết với xã hội da trắng ở Mỹ

Ra vẻ da trắng (Acting white) là một cụm từ mang tính miệt thị, thường được chỉ về một số người da đen ở Mỹ để ám chỉ sự phản bội của một người da màu đối với nền văn hóa và bản sắc của họ bằng cách giả định những kỳ vọng xã hội của xã hội người da trắng. Trong tiếng Việt thì từ ra vẻ hay bắt chước, học đòi, tỏ vẻ, làm bộ là một khẩu ngữ quen thuộc trong đời sống hàng ngày, dùng để chỉ hành vi cư xử, thể hiện những thứ bản thân không có. Cụm từ học đòi da trắng có thể được áp dụng để chỉ về những người da đen đạt được thành công trong giáo dục, nhưng quan điểm này còn gây nhiều tranh cãi. Năm 2020, có 93,6% người Mỹ gốc Phi từ 25 đến 39 tuổi có bằng tốt nghiệp trung học, ngang bằng với mức trung bình toàn quốc, mặc dù người Mỹ gốc Phi có xu hướng bỏ học đại học/cao đẳng cao hơn so với người da trắng. Cụm từ này đang gây tranh cãi và rất khó xác định ý nghĩa chính xác của nó. Có giả thuyết cho rằng một số học sinh dân tộc thiểu số không khuyến khích đạt được thành tích ở trường do những định kiến tiêu cực của các bạn cùng sắc tộc đồng trang lứa; quan điểm như vậy đã được thể hiện trong các bài báo trên tờ Thời báo Nữu Ước (The New York Times), tạp chí Thời Đại (Time) và The Wall Street Journal—cũng như đến từ các nhân vật của công chúng và các học giả trong lĩnh vực vũ đài chính trị.
Câu hỏi liệu thái độ "điệu bộ da trắng" có phổ biến hay không đã được tranh luận trong tài liệu học thuật. Năm 1986, nhà xã hội học người Nigeria John Ogbu đồng tác giả với Signithia Fordham một nghiên cứu đã kết luận rằng các học sinh người Mỹ gốc Phi có thành tích cao ở một trường trung học ở Washington, D.C. đã vay mượn văn hóa da trắng bá quyền như một phần của chiến lược để đạt được thành tích, trong khi đấu tranh để duy trì bản sắc da đen và "lý thuyết hành động của người da trắng " đã ra đời. Diễn viên hài da đen vốn nhân vật truyền thông và tội phạm tình dục bị kết án sau đó Bill Cosby đã sử dụng thuật ngữ này trong một bài đã trở thành bài phát biểu tháng 5 năm 2004 khi anh ta thách thức cộng đồng da đen chống lại ý tưởng rằng học tập là "học đòi da trắng". Don Lemon cũng đã tuyên bố rằng các cộng đồng người Mỹ gốc Phi bị tổn hại khi coi việc sử dụng tiếng Anh phù hợp hoặc việc học xong là "phong thái của người da trắng". Người da đen bị buộc tội "hành động như người da trắng" đôi khi được gọi là gã Anglo-Saxon đen, một thuật ngữ do diễn viên hài Paul Mooney đặt ra. Năm 2008 trước cuộc bầu cử của Obama thì Ralph Nader, một nhà hoạt động lâu năm, đã mô tả thượng nghị sĩ này là "gã da trắng dạy đời". Trong Chiến thắng tổng thống của Obama trong cuộc bầu cử năm 2008 và hình ảnh công chúng của Obama đã thúc đẩy một cuộc thảo luận công khai về việc liệu ông có thay đổi lập trường của những người chỉ trích này hay không. Các nhà bình luận John McWhorter và Stephen J. Dubner đã nói rằng điều đó có thể xảy ra.